# Мурос (Італія)
Мурос (італ. Muros, сард. Muros) — муніципалітет в Італії, у регіоні Сардинія,  провінція Сассарі.
Мурос розташований на відстані близько 350 км на південний захід від Рима, 170 км на північ від Кальярі, 7 км на південний схід від Сассарі.
Населення — 842 особи (2014).

## Демографія
Населення за роками:

Станом на 1 січня 2023 року в муніципалітеті офіційно проживало 14 іноземців з 8 країн, серед них 7 громадян країн Євросоюзу.

## Сусідні муніципалітети
- Карджеге
- Озіло
- Оссі
- Сассарі